# Скобінць (комуна)
Скобінць, Скобінці (рум. Scobinți) — комуна у повіті Ясси в Румунії. До складу комуни входять такі села (дані про населення за 2002 рік):
- Бедень (1319 осіб)
- Загавія (1163 особи)
- Скобінць (1886 осіб)
- Стіклерія (1826 осіб)
- Фетешть (1339 осіб)

Комуна розташована на відстані 335 км на північ від Бухареста, 57 км на північний захід від Ясс.

## Населення
За даними перепису населення 2002 року у комуні проживали 7533 особи.
Національний склад населення комуни:
| Національність | Кількість осіб | Відсоток |
| -------------- | -------------- | -------- |
| румуни         | 7531           | > 99,9%  |
| угорці         | 1              | < 0,1%   |
| серби          | 1              | < 0,1%   |

Рідною мовою назвали:
| Мова      | Кількість осіб | Відсоток |
| --------- | -------------- | -------- |
| румунська | 7531           | > 99,9%  |
| угорська  | 1              | < 0,1%   |
| сербська  | 1              | < 0,1%   |

Склад населення комуни за віросповіданням:
| Релігія       | Кількість осіб | Відсоток |
| ------------- | -------------- | -------- |
| православні   | 7506           | 99,6%    |
| римо-католики | 16             | 0,2%     |
| адвентисти    | 4              | 0,1%     |